# イオン八代ショッピングセンター
イオン八代ショッピングセンター（イオンやつしろショッピングセンター）は、熊本県八代市に所在するイオン九州運営のショッピングセンター。イオン八代店を核店舗としている。
八代市内には同様のショッピングセンターとして「ゆめタウン八代」が立地し、競争を激化させている。

## 沿革
- 2004年（平成16年）11月27日 - 正式開業（グランドオープン）。
- 2008年（平成20年）3月1日 - ジャスコ、専門店の一部店舗で電子マネー「WAON」「iD」が使用可能となる。
- 2009年（平成21年）
  - 3月22日 - 別棟のサブ核テナント「デオデオ八代店」が閉店。
  - 6月12日 - デオデオ跡にインテリア専門店の「ニトリ八代店」が出店。
- 2011年（平成23年）3月1日 - 核店舗の名称を「ジャスコ八代店」から「イオン八代店」に改称。
- 2012年（平成24年）3月11日 - 別棟のサブ核テナント「ニトリ八代店」が県道14号沿いに移動するため閉店。
- 2012年（平成24年）6月9日 - ニトリ跡にリサイクルショップ「マンガ倉庫八代店」が出店。
- 2020年（令和2年）9月3日 - 「スーパービバホーム八代店」が出店。
- 2024年（令和6年）1月31日 - 「マンガ倉庫八代店」閉店[2]。

## 主要テナント
出店テナントの一覧・詳細情報は公式サイト「ショップガイド」を参照。

### サブ核テナント
- スーパービバホーム - 2020年9月3日開店。1階の西半分を占める。
- スポーツオーソリティ - 2008年3月28日開店。以前は近隣のイオンモール宇城バリュー（現・イオンモール宇城）内に2007年10月21日まで営業していた。
- セリア

### 専門店
- ザ・クロックハウス
- ラパックスワールド
- 銀座ジュエリーマキ
- スイートガーデン
- ミスタードーナツ（八代サティから移転）
- ジュエルカフェ
- 保険見直し本舗
- SBIモーゲージ
- モーリーファンタジー
- 藤屋

### 過去に出店していたテナント
- ヒマラヤ
- タワーレコード
- COMME ÇA ISM
- マクドナルド
- デオデオ（別棟）
- ニトリ（別棟）
- マンガ倉庫（別棟）
- スターバックスコーヒー
- イオンペット（旧・ペットシティ）
- マンガ倉庫（別棟）2024年1月31日閉店[2]。
- 未来屋書店

## 営業時間
店舗により異なる。詳細は公式サイト「営業時間のご案内」を参照。

## 交通アクセス

### 自家用車
- 熊本県道42号八代鏡線
- 熊本県道336号八代港線（八代臨港線）

### 路線バス
産交バスにより運行されている。

#### 駅からのアクセス
八代駅から
- ６　宮原中央行きに乗車、約25分。 ※平日朝夕のみ
- ■左１　みなバス左廻り 八代産交行きに乗車、約32分。
- ■左２　まちバス左廻り　八代産交行きに乗車、約25分。

新八代駅西口から
- ■左１　みなバス左廻り 八代産交行きに乗車、約19分。

#### 当SCからの発着路線
- ６：八代駅前（市立八代支援学校前・永碇・河原町・八代産交・東塩屋・八代市役所前・出町経由）　※平日朝夕2便のみ
- ６：宮原中央（文政・鏡・有佐駅前経由）　※平日朝夕2便のみ
- ■左１　みなバス左廻り 八代産交（永碇・八代高校前・松江・検察庁・法務局・市博物館前・八代小学校入口・ゆめタウン経由）
- ■右１　みなバス右廻り 八代産交（臨港線・労災病院前・新八代駅西口・上日置・福正元町・八代駅前・出町・本町緑地公園・八代市役所前・東塩屋・ゆめタウン経由）
- ■左２　まちバス左廻り 八代産交（サテライト八代・永碇・河原町・八代小学校入口・ゆめタウン経由）
- ■右２　まちバス右廻り 八代産交（田中北町・市民球場前・八代東高校前・出町・八代駅前・野上・本町緑地公園・八代市役所前・厚生会館前・八代小学校入口・ゆめタウン経由）※「総合病院前（旧：お城通）」バス停には停車しないので注意が必要。